# Симпсон, Том (бейсболист)
Томас Лео Симпсон (англ. Thomas Leo Simpson; 15 сентября 1927, Колумбус, Огайо — 7 февраля 2021, Фолсом, Калифорния) — американский бейсболист. Играл на позиции питчера. В 1953 году выступал в Главной лиге бейсбола в составе клуба «Чикаго Кабс».

## Биография
Том Симпсон родился 15 сентября 1927 года в Колумбусе в штате Огайо. Он был вторым из трёх детей в семье работника железной дороги Чарлза Симпсона и его супруги Олив. Он окончил подготовительную школу святого Фомы Аквинского, играл в бейсбол за её команду, а также ряд полупрофессиональных коллективов. После выпуска Симпсон поступил в университет Нотр-Дам, где также занимался баскетболом и американским футболом. В сентябре 1946 года он был призван в армию.
Военную службу он проходил в Медицинском центре имени генерала Роджера Брука на базе Форт-Сэм-Хьюстон в Техасе. Там он занимался бумажной работой, так как играл в бейсбол за команду базы, а командование не хотело, чтобы Симпсон повредил руку. В апреле 1948 года он демобилизовался и вернулся к бейсбольной карьере. Клуб Миннеаполис Миллерс, с которым он подписал контракт перед призывом, расторг соглашение. После этого Симпсон заключил контракт с Баффало Байзонс и в течение следующих трёх лет играл в различных младших лигах. В 1949 году он женился на Глории Смит. В браке они прожили почти семьдесят лет, вырастив четырёх детей. С 1948 года Симпсон продолжил получать образование в университете штата Огайо.
В ноябре 1951 года на драфте игроков младших лиг Симпсон был выбран клубом «Чикаго Кабс». Он прошёл предсезонные сборы с основным составом команды, а затем был направлен в AAA-лигу, где играл за «Спрингфилд Кабс». Его пропускаемость в 27 проведённых матчах составила 3,38, но он потерпел одиннадцать поражений при всего трёх победах. В 1953 году Симпсон пробился в основной состав «Чикаго» и в мае дебютировал в Главной лиге бейсбола. Главный тренер команды Фил Каварретта сделал его одним из основных реливеров. В сентябре он получил шанс проявить в стартовом составе и в первом иннинге матча с «Питтсбургом» пропустил пять очков. По итогам сезона пропускаемость Симпсона составила 8,40. В межсезонье «Кабс» передали права на него клубу Лиги Тихоокеанского побережья «Лос-Анджелес Энджелс». Там он отыграл ещё один сезон и завершил карьеру. К тому моменту у Симпсона регулярно возникали боли в плече.
Закончив играть, Симпсон устроился на работу в отдел продаж пивоваренной компании Joseph Schlitz. Через несколько лет он приобрёл собственный бизнес в Калифорнии и развивал его около двадцати лет, после чего вышел на пенсию. В последние годы жизни он страдал от болезни Альцгеймера, проживал в доме престарелых.
Том Симпсон скончался 7 февраля 2021 года в возрасте 84 лет.